# تپه لات کشان
تپه لات کشان در شهرستان قزوین، بخش آبیک، روستای نوده واقع شده و این اثر در تاریخ ۱۰ مهر ۱۳۸۰ با شمارهٔ ثبت ۴۱۲۶ به‌عنوان یکی از آثار ملی ایران به ثبت رسیده است.